# Schlosskirche (Neuhemsbach)
Die Schlosskirche in Neuhemsbach (Landkreis Kaiserslautern, Rheinland-Pfalz) ist das Wahrzeichen des Ortes und mit ihrem mächtigen Turm von weither sichtbar. Die Kirche ist ein bedeutendes denkmalgeschütztes Bauwerk des Barock in der Pfalz. Sie wird von der Kirchengemeinde Neuhemsbach in der Evangelischen Kirche der Pfalz (Protestantische Landeskirche) genutzt.

## Geschichte
Die Kirche aus dem Jahr 1739 war ursprünglich die Kapelle des in beherrschender Lage am Schnittpunkt zweier Täler auf einem Berghang gelegenen Schlosses der Grafen von Sayn-Wittgenstein-Homburg.
Das Schloss wurde während der Französischen Revolution bis auf den Kapellenflügel und einen 35 m hohen Schlossturm völlig zerstört. Der mächtige Sechseckturm mit Haubendach dürfte den damaligen Bergfried der älteren Burganlage enthalten. Heute dient der Turm als Glockenturm des Kapellenflügels und bildet mit dem kurzen Schiff, das in zwei Reihen Fenster auf der Talseite besitzt, ein eigentümliches Bild, weil die Dimensionen des Turmes auf die mehrflüglige Schlossanlage ausgerichtet waren.

## Ausstattung
Im Inneren befindet sich unter der Empore Bandelwerkstuck mit Putten in einem Medaillon. Ein prächtiger Stuckrahmen mit trauernden Putti nahm ursprünglich wohl eine Darstellung der Kreuzigung Christi auf, die 1967 nach barocken Vorbildern neu geschaffen wurde.